# Hyperlopha aridela
Hyperlopha aridela är en fjärilsart som beskrevs av Turner 1902. Hyperlopha aridela ingår i släktet Hyperlopha och familjen nattflyn. Inga underarter finns listade i Catalogue of Life.